# Hudlice
Hudlice (deutsch Hudlitz) ist eine Gemeinde in Tschechien. Sie liegt acht Kilometer westlich von Beroun und gehört zum Okres Beroun.

## Geographie

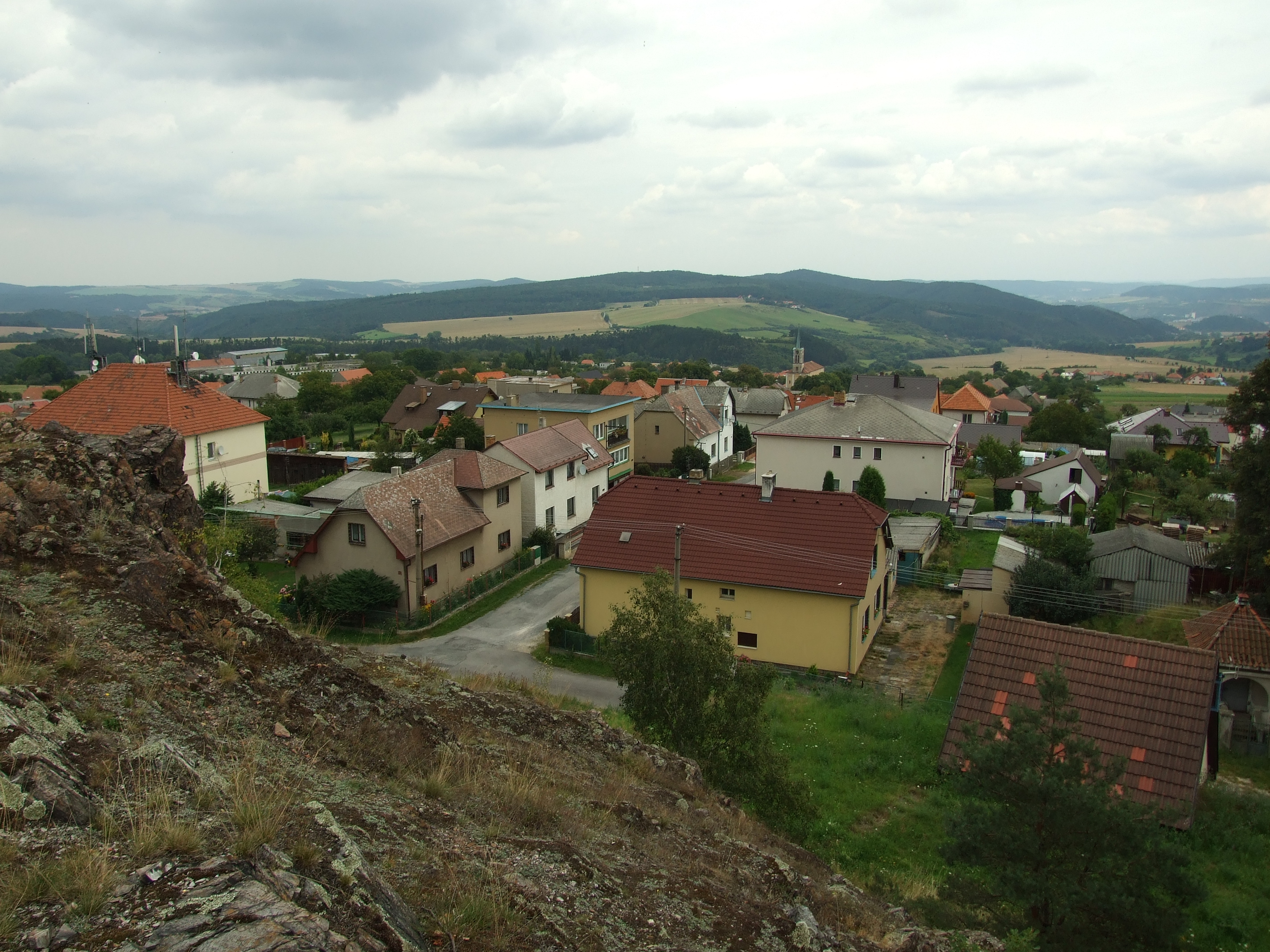
Blick von der Hudlická skála auf Hudlice

Hudlice erstreckt sich nördlich und östlich des Hornsteingrates Hudlická skála (467 m) an einer Anhöhe zwischen den Tälern der Bäche Libotický potok und Dibeřský potok (Hudlitzer Bach bzw. Zahořaner Bach) in der Křivoklátská vrchovina. Das Dorf liegt im Landschaftsschutzgebiet Křivoklátsko.
Nördlich erhebt sich die Na Dubině (378 m), im Osten die Na Kozlí Hoře (381 m), der Lísek (483 m) und der Děd (492 m), südlich die Dubová (455 m), südwestlich die Hudlická skála (487 m) und der Velké Čihátko (534 m), im Westen die Krušná hora (609 m) sowie nordwestlich der Hudlický vrch (522 m).
Nachbarorte sind Doužebnice, Na Černidlech, Na Drahách, Krušná Hora und Otročiněves im Norden, Stradonice, Porostlina, Lísa, Zdejcina und Na Lísku im Nordosten, Lísek, Dibří und Zahořany im Osten, Trubská und Trubín im Südosten, Levín, Svatská Hájovna und Svatá im Süden, Král, Kolna, Velíz, Kublov und Varta im Südwesten, Malá Louka, Broumy und Habrový Potok im Westen sowie Karlov, Stará Ohrada und Nový Jáchymov im Nordwesten.

## Geschichte
Die erste schriftliche Erwähnung von Hudlice erfolgte 1341. Nach dem Bau der Burg Karlstein wurde das Gut um 1350 der dortigen Burggrafschaft untertänig. Seit 1384 ist in Hudlice ein Pfarrer nachweislich. Im Jahre 1417 wurden erstmals Einkünfte aus den Bergwerken am Heiligen Berg erwähnt. Zwischen 1425 und 1437 war das Gut Hudlice ein Rittersitz, danach fiel es wieder an die böhmische Krone. Im Jahre 1460 verpfändete König Georg von Podiebrad das Gut zusammen mit der Burg Angerbach an seinen Sekretär Jobst von Einsiedl, dessen Nachkommen sich das Prädikat Teyrzowsky von Einsiedl (Týřovský z Enzidle) zulegten.
Johann d. J. von Waldstein auf Peruc, der 1544 die Herrschaft Točník und 1552 auch Žebrák erworben hatte, sah die Bergwerke von Swate Hory als Teil des Točníker und Žebráker Pfandes an und beanspruchte sie für sich. Ferdinand I. bestätigte den Teyrzowsky von Einsiedl 1558 den Besitz und die Rechte zum Quecksilberbergbau an den Swate Hory. Im Jahre 1576 verkaufte Johann Teyrzowsky Bergleuten Buschland am Heiligenberg zur Errichtung einer Siedlung.
Maximilian Georg Teyrzowsky von Einsiedl veräußerte die Herrschaft Angerbach 1577 mit allem Zubehör als erblichen Besitz an Johann d. Ä. Popel von Lobkowicz. Dieser verkaufte sie ein Jahr später mit Ausnahme der Bergsiedlung Svatá an Kaiser Rudolf II., der sie seiner Herrschaft Pürglitz zuschlug. Seit dem 17. Jahrhundert oblag dem Richter von Hudlice auch die Niedere Gerichtsbarkeit für den größten Teil von Svatá. Während des Dreißigjährigen Krieges verödete das Dorf. Die Aufnahme des Eisensteinbergbaus an der Krušná hora und dem Hudlický kopec führte ab 1656 zur verstärkten Ansiedlung von Bergleuten. In den umliegenden Wäldern wurden Meiler zu Deckung des Holzkohlebedarfs der Eisenhütten an der Berounka betrieben. Zudem wurde in den Tälern der Bäche nach Gold geseift.
Im Jahre 1685 verkaufte Leopold I. die Kronherrschaft Pürglitz an Ernst Joseph Graf von Waldstein. 1731 vererbte Johann Joseph Graf von Waldstein die Herrschaft an seine Tochter und Universalerbin Maria Anna Fürstin zu Fürstenberg, die sie 1756 testamentarisch mit der Herrschaft Kruschowitz und dem Gut Nischburg zu einem Familienfideikommiss von 400.000 Gulden vereinigte. Die eine Hälfte des Erbes fiel ihren Söhnen Joseph Wenzel zu Fürstenberg-Stühlingen und Karl Egon I. zu Fürstenberg zu, die andere ihren Töchtern Henriette Fürstin von Thurn und Taxis und Maria Theresia zu Fürstenberg. Als Fideikommisserben setzte sie ihren zweitgeborenen Sohn Karl Egon I. ein, der durch Ausgleich auch die Anteile seiner Geschwister erwarb. Im Jahre 1786 wurde an der zum Pfarrbezirk Beroun gehörigen Filialkirche Hudlice durch den Religionsfonds ein Lokalist eingesetzt. Nach dem Tode von Karl Egon I. erbte 1787 dessen ältester Sohn Philipp Fürst zu Fürstenberg († 1790) den Besitz, ihm folgten seine Kinder Karl Gabriel zu Fürstenberg († 1799) und Leopoldine Prinzessin von Hessen-Rothenburg-Rheinfels. 1803 verzichteten die weiblichen Erben in einem Familienvergleich zugunsten des minderjährigen Karl Egon II. zu Fürstenberg und der fürstlichen und landgräflichen Häuser Fürstenberg; als Verwalter wurde bis zu dessen Volljährigkeit im Jahre 1817 Joachim Egon Landgraf von Fürstenberg eingesetzt. Dieser ließ im Tal des Habrový potok ein großes Eisenhüttenwerk anlegen und den Ort Neu-Joachimsthal gründen. 1807 übernahm die Herrschaft Pürglitz das Patronat über die Kirche. Zwischen 1822 und 1824 wurde ein steinernes Schulhaus erbaut, das den gezimmerten Vorgängerbau ersetzte.
Im Jahre 1843 bestand Hudlitz bzw. Hudlice, früher Udlice, aus 148 Häusern mit 1181 Einwohnern. Unter herrschaftlichem Patronat standen die Lokalkirche des hl. Apostels Thomas und die Schule. Abseits lagen an der Krussna das Hudlitzer Forsthaus (Varta), die Ziegelhütte, das kaiserliche Steigerhaus am Eisensteinbergwerk und das Fürstlich-Fürstenbergische Steigerhaus sowie am Lisek (Lísek) das Steinkohlenzechenhaus (Na Lísku) und ein weiteres Forsthaus. Hudlitz war Pfarrort für Svatá, Kral (Král) und Otrotschin. Bis zur Mitte des 19. Jahrhunderts blieb Hudlitz zur Herrschaft Pürglitz untertänig.
Nach der Aufhebung der Patrimonialherrschaften bildete Hudlice / Hudlitz ab 1850 eine Gemeinde im Bezirk Rakonitz und Gerichtsbezirk Pürglitz. In den Jahren 1874–1876 entstand die neue Kirche, 1905 ein zweites Schulgebäude.
Die Fürstlich Fürstenbergschen Montanwerke in Böhmen wurden um 1880 zur Böhmischen Montangesellschaft AG umgewandelt. Nachdem die Prager Eisenindustrie-Gesellschaft AG 1909 die Böhmische Montan-Gesellschaft übernommen hatte, erlebte der Eisenbergbau an der Krušná hora einen neuen Aufschwung. Im Jahre 1915 wurde eine 6971 m lange Lorenseilbahn nach Karlshütten in Betrieb genommen. Drei Jahre später entstand eine elektrische Überlandleitung von Karlshütten mit Trafostation an der Krušná hora, so dass die Dampflokomobilförderung eingestellt werden konnte. Im Jahre 1932 hatte Hudlice 1705 Einwohner. Nach dem Zweiten Weltkrieg wurde die Prager Eisenindustrie-Gesellschaft am 25. Oktober 1945 verstaatlicht. Seit 1949 gehört die Gemeinde zum Okres Beroun. Die Zeche Důl Gabriela wurde in den 1950er Jahren zum größten Eisenerzbergwerk der Tschechoslowakei ausgebaut; 1967 wurde sie wegen der Unrentabilität der Eisenerzverarbeitung stillgelegt und danach auch die Lorenseilbahnbetrieb zur Hütte abgetragen. Das Landschaftsschutzgebiet Křivoklátsko wurde 1978 ausgerufen.

## Gemeindegliederung
Für die Gemeinde Hudlice sind keine Ortsteile ausgewiesen. Hudlice gliedert sich in die Grundsiedlungseinheiten Hudlice und Lísek. Außerdem gehören zu Hudlice die Ferienhaussiedlung Trnovka sowie die Einschichten Dibří, Doužebnice, Důl Gabriela und Varta.

## Sehenswürdigkeiten

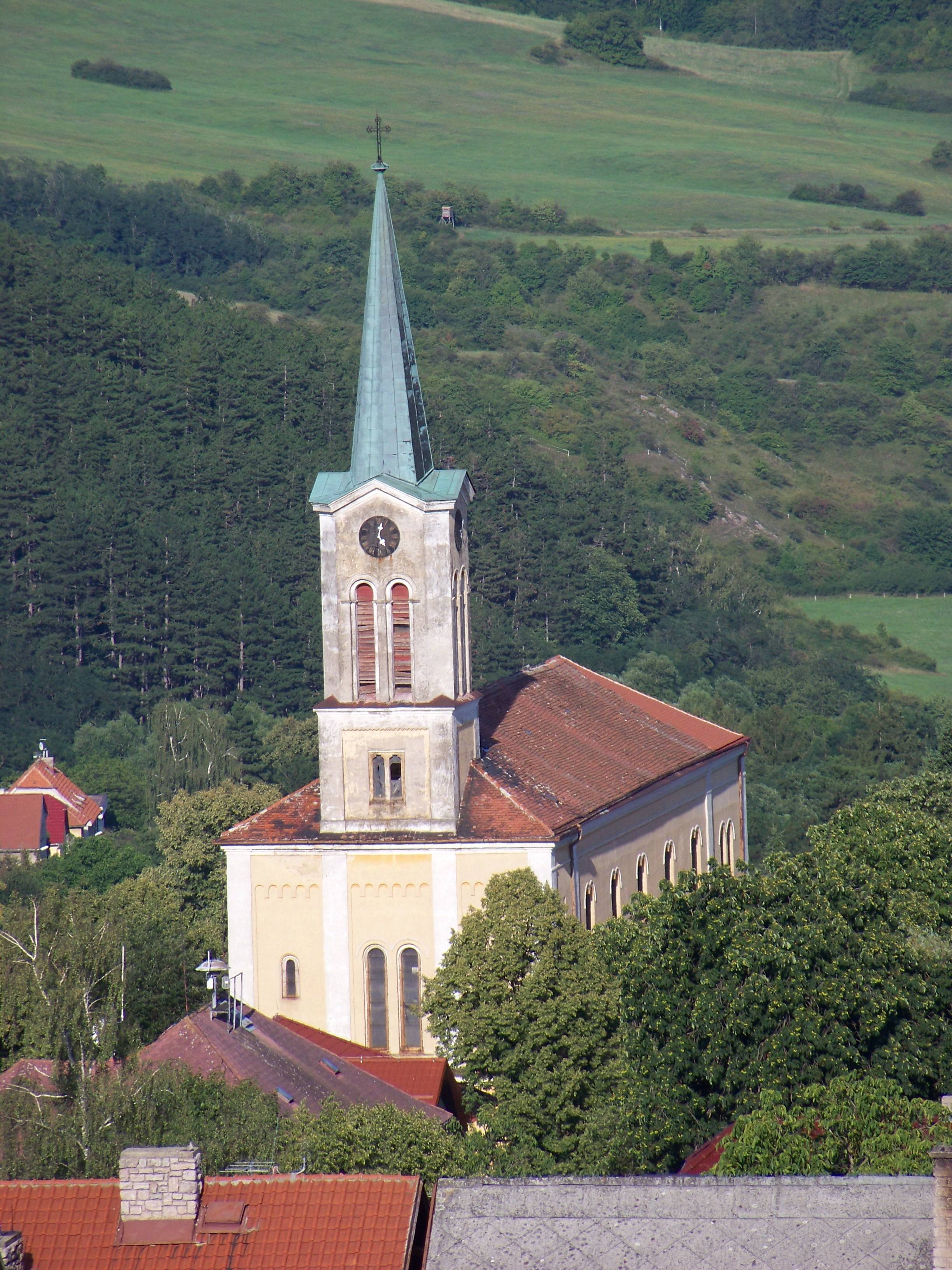
Kirche des hl. Thomas

- Neoromanische Kirche des hl. Apostels Thomas, sie entstand 1874–1876 an der Stelle einer alten Holzkirche, die zunächst umbaut und erst nach Fertigstellung der neuen Kirche abgerissen wurde.
- Jungmannhaus, der gezimmerte Bau aus dem Jahre 1718 ist das Geburtshaus der drei Jungmann-Brüder, es dient heute als Gedenkstätte
- Denkmal für Josef Jungmann vor dem Jungmannhaus, der Kunstguss entstand 1873
- Gedenkkapelle des hl. Johannes von Nepomuk, errichtet von den Eltern der Jungmann-Brüder
- Geburtshaus von Petr Cingr
- Gezimmertes Forsthaus, erbaut 1873
- Hornsteinfelsen Hudlická skála, Aussichtspunkt mit Höhle
- Naturdenkmal Stará Ves, östlich des Dorfes

## Söhne und Töchter der Gemeinde

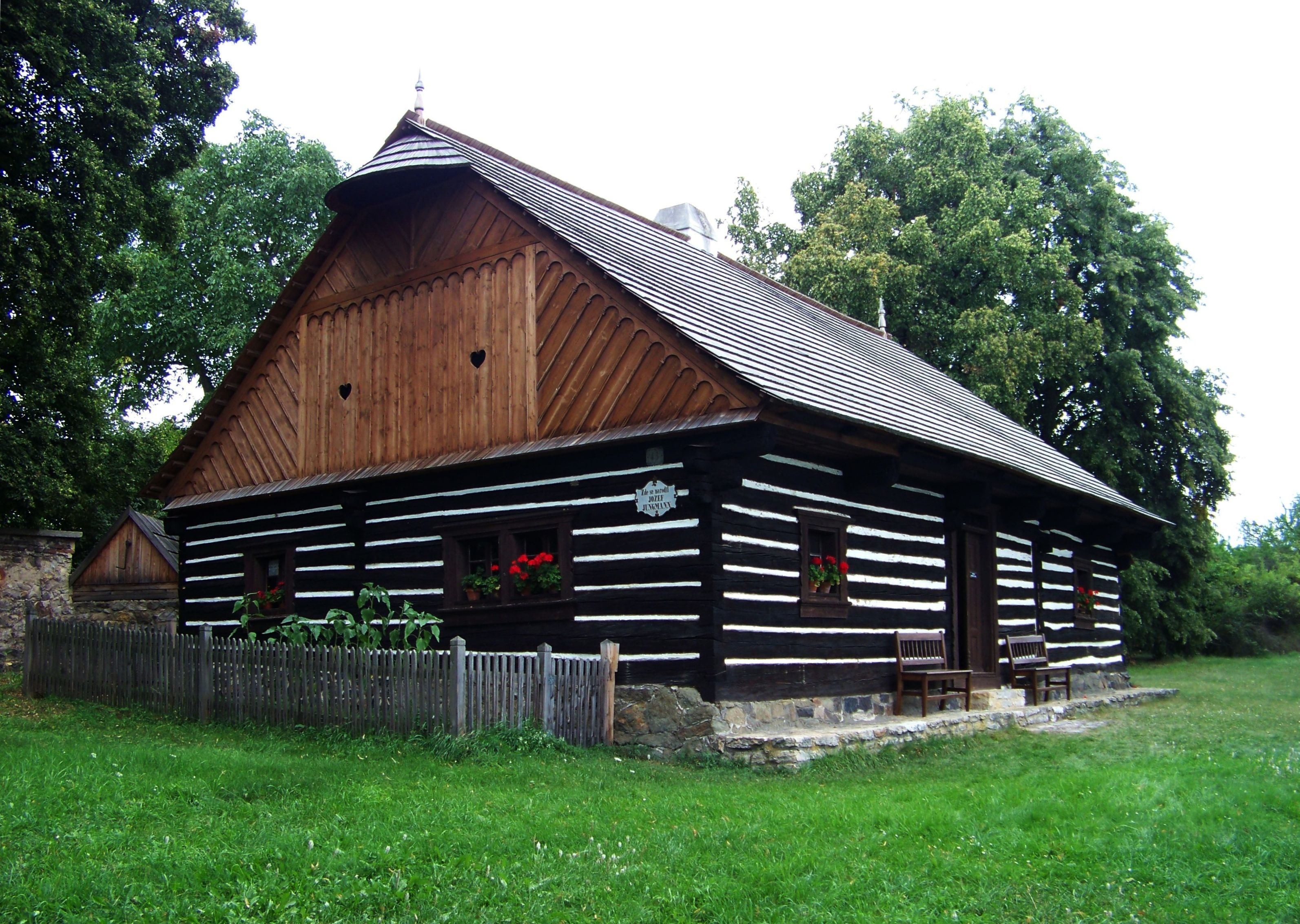
Geburtshaus der Jungmann-Brüder

- Josef Jungmann (1773–1847), Dichter und Sprachwissenschaftler
- Anton Johann Jungmann (1775–1854), Geburtshelfer
- Jan Jungmann (1778–1842), Priester und Sprachwissenschaftler
- Adolf Patera (1836–1912), Historiker und Philologe
- Petr Cingr (1850–1920), sozialdemokratischer Politiker und Mitglied des Reichsrates
- Wenzel Zit (1852–1932), Kapellmeister und Komponist